# Andrea Seghizzi
Pour les articles homonymes, voir Seghizzi.
Andrea Seghizzi (ou Sghizzi ; né en 1630 à Bologne et mort en 1684 dans cette même ville) est un peintre italien qui fut actif principalement en quadratura.

## Biographie
Andrea Seghizzi a travaillé comme fresquiste initialement avec Francesco Albani et Lucio Massari avant de rejoindre d'abord Francesco Brizio puis Francesco Gessi. Il a assisté Angelo Michele Colonna pour les décorations de la chapelle archiépiscopale de Ravenne. Par la suite il a collaboré à Parme avec Girolamo Curti.
À Bologne il a décoré à fresque la Villa Grimaldi de Riolo, et des salles pour le comte Cornelio Malvasia.
Il est le père d'Innocenzo, Francesco et Antonio.